# Maja Bedrač
Maja Bedrač (* 10. September 1999 in Ptuj) ist eine slowenische Leichtathletin, die sich auf den Weitsprung spezialisiert hat.

## Sportliche Laufbahn
Erste internationale Erfahrungen sammelte Maja Bedrač bei den U18-Weltmeisterschaften 2015 in Cali, bei denen sie mit 6,22 m die Bronzemedaille gewann. Anschließend siegte sie mit 6,01 m beim Europäischen Olympischen Jugendfestival in der georgischen Hauptstadt Tiflis. Ein Jahr später gewann sie bei den erstmals ausgetragenen U18-Europameisterschaften ebendort mit 6,19 m die Silbermedaille hinter der Britin Holly Mills. 2017 erfolgte die Teilnahme an den U20-Europameisterschaften in Grosseto, bei denen sie mit 6,26 m den sechsten Platz belegte. 2021 schied sie bei den U23-Europameisterschaften in Tallinn mit 5,77 m in der Qualifikationsrunde aus und im Jahr darauf belegte sie bei den Balkan-Meisterschaften in Craiova mit 6,20 m den siebten Platz und 2023 siegte sie mit 5418 Punkten im Siebenkampf bei den Balkan-Meisterschaften in Kraljevo. Im Jahr darauf wurde sie bei den Balkan-Meisterschaften in Izmir mit 6,01 m Elfte im Weitsprung und 2025 gelangte sie bei den Balkan-Hallenmeisterschaften in Belgrad mit 6,29 m Vierte.
In den Jahren 2016 sowie 2020, 2021 und 2024 wurde Bedrač slowenische Meisterin im Weitsprung im Freien sowie 2017 und 2018 sowie von 2022 bis 2024 auch in der Halle. Zudem wurde sie 2016 Hallenmeisterin im 200-Meter-Lauf sowie 2023 im Fünfkampf.

## Persönliche Bestleistungen
- 200 Meter: 25,13 s (−3,6 m/s), 22. Mai 2016 in Ljubljana
  - 200 Meter (Halle): 25,15 s, 31. Januar 2016 in Linz
- Weitsprung: 6,49 m (+1,1 m/s), 5. Mai 2024 in Maribor
- Siebenkampf: 5418 Punkte, 23. Juli 2023 in Kraljevo
  - Fünfkampf (Halle): 3928 Punkte, 25. Februar 2023 in Zagreb